# جورج إليس
جورج إليس (بالإنجليزية: George Ellis) هو منافس ألعاب قوى بريطاني، ولد في 7 سبتمبر 1932 في ساوث شيلدز ‏ في المملكة المتحدة.